# Basiceros singularis
Basiceros singularis är en myrart som först beskrevs av Smith 1858.  Basiceros singularis ingår i släktet Basiceros och familjen myror. Inga underarter finns listade.